# Ceriochernes nepalensis
Ceriochernes nepalensis är en spindeldjursart som beskrevs av Beier 1974. Ceriochernes nepalensis ingår i släktet Ceriochernes och familjen blindklokrypare. Inga underarter finns listade i Catalogue of Life.